# フリッチョフ・カプラ

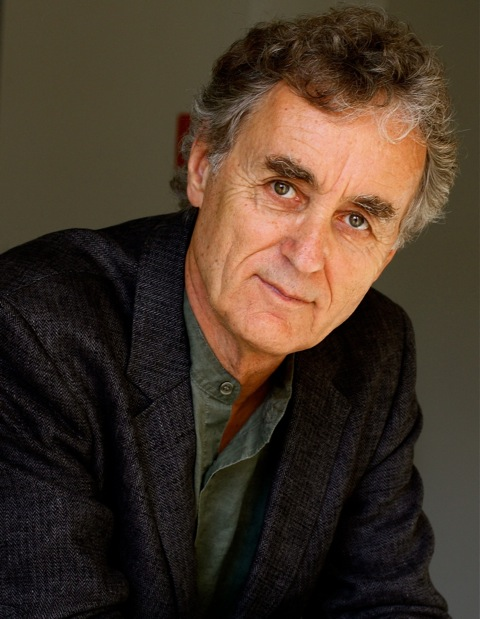
フリッチョフ・カプラ

フリッチョフ・カプラ（Fritjof Capra, 1939年2月1日 -）は、オーストリア出身のアメリカの物理学者、システム理論家。現代物理学と東洋思想との類似性を指摘した1975年に書いた『タオ自然学』（"The Tao of Physics"）が世界的ベストセラーとなった。 カリフォルニア大学バークレー校のベアーズ（Beahrs）環境リーダシップ・プログラムの教授。シューマッハー・カレッジの客員教授。

## 略歴
オーストリアのウィーン生まれ。1966年、ウィーン大学で理論物理学の博士号を取得。素粒子物理学とシステム理論の研究をパリ大学（1966–1968）、カリフォルニア大学サンタクルーズ校（1968–1970）、SLAC国立加速器研究所（1970）、インペリアル・カレッジ・ロンドン（1971–1974）、ローレンス・バークレー国立研究所（1975–1988）で行った。
バークレー滞在中、エリザベス・ラウシャー（Elizabeth Rauscher）とジョージ・ワイスマン（George Weissman）が作った基礎フィーサイカ・グループの会員となり、哲学と量子力学について議論した
。また、カリフォルニア大学サンタクルーズ校とサンフランシスコ州立大学で教鞭をとった。
エコロジー・シンクタンク、エルムウッド研究所（Elmwood Institute, 1985〜1994）の創設者＆所長。同研究所はエコリテラシー・センターと発展的に改称し、カプラは現在ディレクター。エコリテラシー・センターは、初等・中等教育の段階へのエコロジー・システム論的発想・持続可能な食事などの普及をはかっている。
現代物理学と東洋思想との厳然として同じ認識に向かっていることを指摘したThe Tao of Physics（邦題『タオ自然学』1975年）は、当時のディープエコロジー、ニューエイジ・ムーブメント、エコフェミニズム、社会エコロジーなどの流れに乗って、ベストセラーとなった。
1980年代初頭ドイツへ旅した後、エコフェミストのシャーリーン・スプレットナックと『グリーン・ポリティックス』を書いた。
1990年、リブ・ウルマン、サム・ウォーターストン、ジョン・ハードが主演した長編映画『マインドワオーク』（監督はフリチョフの弟のブレント・カプラ）にブレント・カプラ (ストーリー)、フリッチョフ・カプラ＆フロイド・バイアーズ（台本）という形で参加した。この映画は、おおおむね『ターニング・ポイント』に基づいている。
1991年、カプラはベネディクト会修道士のデーヴィッド・ステンドルーラストとベネディクト・カマルドリ修道士でクリヤ・ヨーガの修行の経験を持つトーマス・メイタスとの共著で『われら宇宙に帰属するもの』を書いた。本書は、トーマス・クーンの『科学革命の構造』を足がかりにして、科学におけるニュー・パラダイム思考と宗教のニューパラダイム思考の類似性を探求した。科学と宗教におけるニューパラダイム思考は森羅万象（宇宙）に関して驚くほど両立しうる見方を提起すると、結論づけた。
カプラは、西洋文化は伝統的な直線思考やデカルトの機械論的世界観を捨てるべきだと主張する。あらゆる物は全体を理解するために、部分を研究すれば良いとするデカルト主義者の還元主義的な世界観を批判し、全体論的なアプローチを勧める。
『生命のウェッブ（The Web of Life）』 （1997） で、カプラは、全システムのウェブ状の構造と全部分の相互関連性を強調し、全体の性質を理解する上で重要な付加要素として、あらゆる部分の間の関係から生まれた体系的な情報に焦点を当てた。
フリッチョフ・カプラは、「地球憲章」の国際評議会のメンバー。

## ニューパラダイム思考
カプラ自身は現在みずからをシステム理論家と称し、主たる関心対象と研究分野はシステム論とパラダイムの転換にある。彼によると、古い科学的パラダイムは、デカルト・ニュートン・ベーコン主義的パラダイムである。新しいパラダイムは、全体論的・生態学的・システム論的パラダイムと呼ぶことができるが、それで言い尽くしているわけではない。その特徴は次の５つの規範が含まれている。
①部分から全体へ転換
②構造からプロセスへ転換
③客観的科学から「認識科学」科学へ転換
④知識の比喩が建造物としてのネットワークへの転換
⑤真理から近似的記述への転換

## エコリテラシー
エコリテラシー（エコロジカル・リテラシーとも言う）とは、地球上での生命を可能にする「自然システム（自然系、natural system）」を理解する能力のことを指す。生態系の組織原則を理解し、その原則を使って人間社会を持続可能にするようになることを、エコリテラレート（つまり「生態学的な能力を持つ」よう）になると言い、それがエコリテラシーの目指すものである。
エコリテラシーという用語は、米国の教育家で環境活動家として名高いデイビッド・オアル（David W. Orr）とフリッチョフ・カプラが1990年代に造語したもので、それによって、「地球の繁栄」という新しい価値観が教育に取り入れられた。

## 主な著作

### 著書
- 1975, The Tao of Physics. （吉福伸逸訳『タオ自然学―現代物理学の先端から「東洋の世紀」がはじまる』工作舎, 1979年 ISBN 978-4-87502-108-7）
- 1982, The Turning Point: Science, Society, and the Rising Culture （吉福伸逸ほか訳『ターニング・ポイント―科学と経済・社会, 心と身体, フェミニズムの将来』' 工作舎 , 1984年/『新ターニング・ポイント』1995年 ISBN 4-87502-249-2）
- 1988, Uncommon Wisdom （吉福伸逸・星川淳・田中三彦・上野圭一訳『非常の知―カプラ対話篇』 工作舎 , 2000年 ISBN 4-87502-148-8）
- 1997, The Web of Life: A New Scientific Understanding of Living Systems, Anchor Books-Doubleday
- 2004, The Hidden Connections: A Science for Sustainable Living, Anchor
- 2007, "The Science of Leonardo: Inside the Mind of the Great Genius of the Renaissance"

### 共著書
- 1984, "Green Politics", with Charlene Spretnak （吉福伸逸・靏田栄作・田中三彦訳『新版 グリーン・ポリティックス―緑の政治学』青土社, 1992年）
- 1991, "Belonging to the Universe: Explorations on the Frontiers of Science and Spirituality", with David Steindl-Rast and Thomas Matuss,  Haeper Collins（山口泰司訳『我ら宇宙に帰属するもの』青土社、1994年）
- 1992, "EcoManagement", with Ernest Callenbach and Sandra Marburg （靏田栄作訳『エコロジカル・マネジメント―緑の企業になるためのガイドブック』ダイヤモンド社, 1992年）
- 1995, "Steering Business Toward Sustainability", with Gunter Pauli （赤池学監訳『ゼロ・エミッション―持続可能な産業システムへの挑戦』、ダイヤモンド社, 1996年）
- フリチョフ・カプラ、アーネスト・カレンバック『ディープ・エコロジー考―持続可能な未来に向けて―』靍田栄作訳（佼成出版社、1995）
- 2014, "The Systems View of Life: A Unifying Vision", with Pier Luigi Luisi, Cambridge University Press